# Eriocaulon albocapitatum
Eriocaulon albocapitatum är en gräsväxtart som beskrevs av Kimp. Eriocaulon albocapitatum ingår i släktet Eriocaulon och familjen Eriocaulaceae. IUCN kategoriserar arten globalt som livskraftig. Inga underarter finns listade i Catalogue of Life.